# ام‌آان توربو
ام‌آان توربو آگ یک شرکت مستقر در اوبرهاوزن آلمان بود که توربوماشین تولید می‌کرد، از جمله کمپرسورها، منبسط کننده‌ها، توربین‌های بخار و گاز. این شرکت متعلق به شرکت خوشه‌ای ام‌آان آلمان بود. در سال ۲۰۱۰، ام‌آان توربو و ام‌آان دیزل برای تشکیل ام‌آان دیزل اند توربو ادغام شدند.